# Eskilstuna Jernmanufaktur

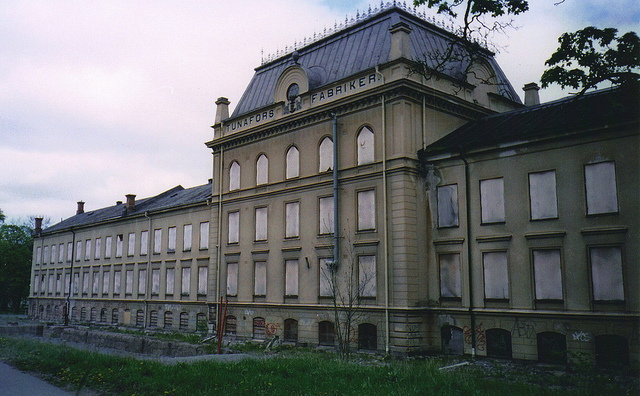
Jernbolagets byggnad

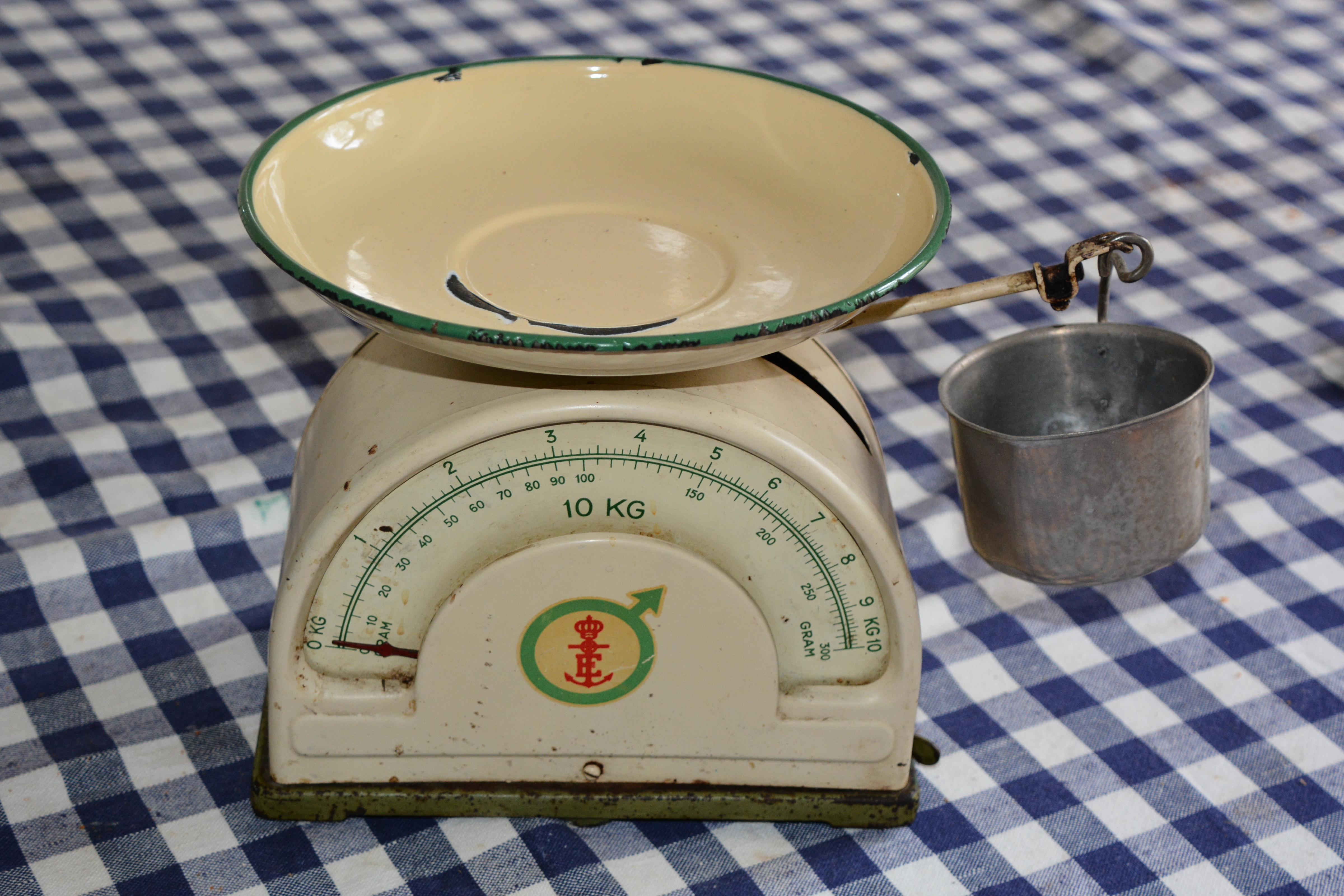
Hushållsvåg från Eskilstuna Jernmanufaktur

Eskilstuna jernmanufaktur AB, senare Jernbolaget, var ett svenskt verkstadsföretag, verksamt i Eskilstuna.
Eskilstuna jernmanufaktur grundades som företag 1868 av Johan Svengren (1818–1905). Denne hade 1852 övertagit den fabriksrörelse som Christoffer Zetterberg (1775–1852) startat 1811, med tillverkning av sablar, floretter, knivar och hänglås. Eskilstuna jernmanufaktur bestod av en järn- och stålmanufakturfabrik och ett tackjärnsgjuteri samt senare också en elektrisk vattenkraftstation vid Tunafors. År 1929 hade företaget 600 anställda.
Jernbolaget tillverkade produkter som bestick, saxar, gångjärn, klockställ, hänglås, cigarrkoppar, fällknivar, skridskor, snickeriverktyg och hushållsvågar. Fabriken lades ner i september 1966, då sista gjutningen skedde.